# Cryphia occidentalis
Cryphia occidentalis är en fjärilsart som beskrevs av Ludwig Osthelder 1933. Cryphia occidentalis ingår i släktet Cryphia och familjen nattflyn. Inga underarter finns listade i Catalogue of Life.